# Lĩnh thị vệ Nội đại thần
Lĩnh thị vệ Nội đại thần (chữ Hán: 領侍衛內大臣), hàm Chính nhất phẩm, là tên một chức quan thuộc Thị vệ xứ của nhà Thanh.
Năm đầu Thuận Trị, định Thị vệ xứ, trong đó Lĩnh thị vệ Nội đại thần gồm 6 người, thường lấy mỗi Thượng tam kỳ (Tương Hoàng kỳ, Chính Hoàng kỳ, Chính Bạch kỳ), mỗi Kỳ được 2 người. Nội đại thần, lấy 6 người, còn Tán trật đại thần không định số.
Thời Thanh, Lĩnh thị vệ Nội đại thần là chức quan võ thường trực Hoàng đế tối cao nhất, đều do Hoàng đế trực tiếp tuyển lựa, thông thường Mãn Châu Đô thống, Đại học sĩ các Điện hoặc Các, hay Thượng thư của Lục bộ. Chức trách chính của họ là chưởng quản Thị vệ cùng thống lĩnh cấm quân, bảo hộ Hoàng đế. Các Nội đại thần phụ trách Phó tướng. Trong lịch sử triều Thanh, có rất nhiều danh thần từng nhậm qua chức này, như Át Tất Long, Sách Ngạch Đồ, Ngao Bái, Dận Tường, Hòa Thân,...